# Luckenberger Brücke
Die Luckenberger Brücke ist eine Straßenbrücke über die Brandenburger Niederhavel im Stadtgebiet von Brandenburg an der Havel. Sie wurde früher auch als Neue Havel-Brücke bezeichnet und wurde 1890/91 zur Verbindung der Wilhelmsdorfer und Neuendorfer Vorstadt errichtet.

## Geschichte
Die damalige Klappbrücke bildete eine neue wichtige Verbindung zwischen den Stadterweiterungsgebieten der Neustadt und der Altstadt. Sie wurde als Klappbrücke erbaut um der Schifffahrt weiterhin die Passage der damals wichtigen Wasserstraße zu ermöglichen, die erst im November 1910 durch die Eröffnung des Silokanals an Bedeutung verlor. Die alte Brücke wurde 1923 nach Plänen von Moritz Wolf durch einen Neubau ersetzt, weil die Brücke dem Verkehr nicht mehr gewachsen war und durch den Bau des Silokanals eine Klappbrücke mit ihren technischen Problemen nicht mehr erforderlich war. Wie viele andere Brücken auch, wurde die Luckenberger Brücke zum Ende des Zweiten Weltkriegs zerstört, aber noch 1945 wiederhergestellt. Sie hat eine Gesamtlänge von 58,60 Metern und überspannt in schlanker Form ohne Stützpfeiler im Wasser die Brandenburger Niederhavel und bildet aufgrund ihrer Bauform und ihrer angemessenen Brückendurchfahrtshöhe keine Probleme für die heutige Fahrgast- und Sportschifffahrt auf dem Fluss.

## Karten
- Folke Stender: Redaktion Sportschifffahrtskarten Binnen 1 Nautische Veröffentlichung Verlagsgesellschaft ISBN 3-926376-10-4.
- Autorenkollektiv: W. Ciesla, H. Czesienski, W. Schlomm, K. Senzel, D. Weidner, Schiffahrtskarten der Binnenwasserstraßen der Deutschen Demokratischen Republik 1:10.000, Band 3 Herausgeber: Wasserstraßenaufsichtsamt der DDR, Berlin 1988 OCLC 830889996